# Andonis Nikopolidis
Andonis Nikopolidis (Arta, Grècia, 14 d'octubre de 1971) és un exfutbolista grec, que jugava de Porter. El seu últim equip va ser l'Olympiakos FC, tot i que durant molts anys també havia jugat amb el seu històric rival, el Panathinaikos FC. És considerat per molts el millor porter de la història del futbol grec.

## Trajectòria

### Anagennisi Arta
Els seus primers passos futbolístics els realitzà al Anagennisi Arta F.C., d'on fou transferit al Panathinaikos FC l'any 1989.

### Panathinakos
Va debutar amb el Panathinaikos durant la temporada 1990–91, va ser, precisament, contra el seu futur equip, l'Olympiakos. Durant les primeres temporada a l'equip va ser suplent de Józef Wandzik. El 1995 va jugar cinc partits, el Panathinaikos guanyà aquell campionat i el següent. Tot i això, no va ser fins a la temporada 1997–98 que es va establir com a porter titular, llavors comptava amb 26 anys. En la Copa d'Europa 2001-02, va ajudar el seu equip a arribar als quarts de final però, en la temporada 2003–04, Nikopolidis va perdre la seua plaça en favor de Konstantinos Chalkias quan es van trencar les negociacions de renovació. En aquestes negociacions el jugador demanava un sou superior al que li oferia la directiva, el jugador grec defensava que la seua contribució a l'equip durant els darrers quinze anys havia estat prou important com per millorar el seu contracte notablement.
D'aquesta manera, Andonis va jugar al Panathinaikos, entre el 1989 i el 2004, aconseguí 5 Lligues i 5 Copes. Just abans de la celebració del Campionat d'Europa de futbol 2004, Nikopolidis fitxà pel Olympiakos FC.

### Olympiakos
Poc abans de l'Eurocopa 2004 es va fer oficial el seu fitxatge per l'Olympiakos i, precisament, fou al Campionat d'Europa de futbol celebrat a Portugal on Nikopolidis visqué el seu gran moment esportiu, doncs, defensant la porteria de la modesta Selecció de futbol de Grècia, sorprenentment, es proclamà campió d'Europa de seleccions, essent Nikopolidis un dels herois d'aquella selecció i considerat des d'aleshores el millor porter de futbol hel·lènic de tots els temps.
Després de l'Eurocopa, ja a les files del Olympiakos FC, Nikopolidis guanyaria 5 Lligues, 4 Copes i 3 Supercopes, abans de retirar-se l'estiu del 2011.

## Palmarès
- 1 Eurocopa: 2004 (Grècia)
- 10 Lligues gregues: 1990, 1991, 1995, 1996 i 2004 (Panathinaikos) 2005, 2006, 2007, 2008 i 2009 (Olympiakos)
- 9 Copes gregues: 1991, 1993, 1994, 1995 i 2004 (Panathinaikos) 2005, 2006, 2008 i 2009 (Olympiakos)
- 3 Supercopes gregues: 1993, 1994 i 2007 (Olympiakos)